# Muhabbetiella trinotatus
Muhabbetiella trinotatus är en tvåvingeart som först beskrevs av Allen L.Norrbom och Korytkowski 2008. Muhabbetiella trinotatus ingår i släktet Muhabbetiella och familjen borrflugor.
Artens utbredningsområde är Panama. Inga underarter finns listade i Catalogue of Life.